# Frank Gräfe
Frank Gräfe (* 18. Oktober 1968 in St. Wendel) ist ein Generalmajor der Luftwaffe der Bundeswehr und seit Juli 2025 Chief of Staff des Allied Air Command der NATO auf der Ramstein Air Base.

## Militärische Laufbahn

### Ausbildung und erste Verwendungen
Gräfe trat 1988 im Alter von 20 Jahren als Offizieranwärter in die Bundeswehr ein. Er absolvierte die Grundausbildung (Bundeswehr) in Roth und die Offizierausbildung an der Offizierschule der Luftwaffe in Fürstenfeldbruck. Anschließend studierte Gräfe an der Universität der Bundeswehr München das Studienfach Informatik. Das Studium schloss er als Diplom-Informatiker ab.
Ab März 1994 absolvierte Gräfe seine Flugausbildung zum Strahlflugzeugführer auf dem Waffensystem F-4 Phantom in den Vereinigten Staaten. Seine ersten fliegerischen Verwendungen hatte er beim Jagdgeschwader 73 (heute: Taktisches Luftwaffengeschwader 73 „Steinhoff“) auf dem Fliegerhorst Pferdsfeld in Pferdsfeld (Hunsrück). 1997 wurde das Geschwader auf den Fliegerhorst Laage südlich von Rostock verlegt und auch Gräfe wechselte dorthin. 2002 wurde Gräfe nach Neuburg an der Donau zum Jagdgeschwader 74 (heute: Taktisches Luftwaffengeschwader 74) versetzt. Von 2002 bis 2004 absolvierte er den nationalen  Generalstabs-/Admiralstabslehrgang an der Führungsakademie der Bundeswehr in Hamburg und wurde zum Major befördert wurde.

### Dienst als Stabsoffizier
Von November 2004 bis Oktober 2006 war Gräfe Staffelkapitän der 2. Staffel/Jagdgeschwader 71 (heute: Taktisches Luftwaffengeschwader 71 „Richthofen“) auf dem Fliegerhorst Wittmundhafen bei Wittmund. Dort wurde er zum Oberstleutnant befördert. Es folgte eine Verwendung bei der 4. Luftwaffendivision in Aurich als A 3 (Stabsoffizier für Führung, Planung, Ausbildung, Organisation) im Zeitraum Oktober 2006 bis Februar 2008 und anschließend für vier Jahre im Bundesministerium der Verteidigung in Bonn als Referent für das Waffensystem Eurofighter Typhoon. In der zweiten Hälfte des Jahres 2012 wurde Gräfe vom Waffensystem Phantom, auf dem er über 1300 Flugstunden gesammelt hatte, auf den Eurofighter umgeschult. Ende November 2012 übernahm er die Dienststellung des stellvertretenden Kommodore beim Jagdgeschwader 74 (heute: Taktisches Luftwaffengeschwader 74) in Neuburg an der Donau von Oberstleutnant Hans Köck und am 20. März 2013 die des Kommodore des Verbandes von Oberst Andreas Pfeiffer.Neuburg hat einen neuen 2. Kommodore. In: Augsburger Allgemeine. 29. November 2012, abgerufen am 9. Januar 2021. Unter Gräfe erfolgte die Umbenennung und Umgliederung des Truppenteils in Taktisches Luftwaffengeschwader 74.
Bis zum Ablauf des April 2015 führte Gräfe, der in dieser Zeit zum Oberst ernannt wurde, das Geschwader als 17. Kommodore.  Ihm folgte sein bisheriger Stellvertreter Holger Neumann nach. Gräfe ging zum 1. Mai 2015 nach Berlin.
2017 war er Leiter des Einsatzstabes der Evakuierungsübung „Extricate Owl 2017“.
Gräfe wurde zur Vorbereitung auf seine Verwendung als Verteidigungsattaché ab September 2019 kurzzeitig im Kommando Territoriale Aufgaben der Bundeswehr in Berlin eingesetzt.

### Dienst als General
Gräfe wurde Ende 2019 in der Nachfolge von Flottillenadmiral Thomas Ernst zum deutschen Militärattaché der Bundesrepublik Deutschland bei den Vereinigten Staaten an der Deutschen Botschaft Washington ernannt. Damit einher ging die Ernennung zum Brigadegeneral.
Am 19. Februar 2024 wurde ein vertrauliches Gespräch zum Thema Marschflugkörper Taurus und dessen möglichem Einsatz im Russisch-Ukrainischen Krieg zwischen Gräfe, dem Inspekteur der Luftwaffe Ingo Gerhartz und zwei weiteren Offizieren abgehört und am 1. März 2024 in russischen Medien veröffentlicht. Dies war möglich, weil er eine Mobilfunk- oder WLAN-Datenverbindung eines Hotels in Singapur benutzte.
Zum 1. Januar 2025 wurde er Deputy Chief of Staff Operations Headquarters AIRCOM als Nachfolger von Michael Krah und übernahm am 1. Juli 2025 den Dienstposten als Chief of Staff des AIRCOM, womit seine Beförderung zum Generalmajor einher ging.

### Auslandseinsätze
- Juni bis August 2005: Detachment Commander Air Policing Baltikum der NATO, Šiauliai, Litauen
- Juli 2014 bis Januar 2015: Hauptquartier International Security Assistance Force,  9th Air Expeditionary Task Force Afghanistan, Chief Civil Aviation Transition Branch, Kabul, Afghanistan
- Juni bis Juli 2017: Führer Vorkommando, deutsche Einsatzkräfte in Al-Azraq, Jordanien, im Rahmen der Operation Counter Daesh

### Auszeichnungen
- NATO-Medaille ISAF
- Einsatzmedaille der Bundeswehr, ISAF, Counter Daesh
- Legion of Merit, Degree of Legionnaire
- Legion of Merit, Degree of Officer

## Privates
Gräfe stammt aus dem Saarland und wuchs in Nohfelden (Landkreis St. Wendel) auf. Dort war er in der Freiwilligen Feuerwehr und im Musikverein aktiv.